# Brod (Crna Trava)
Brod (cirill betűkkel Брод) egy falu Szerbiában, a Jablanicai körzetben, Crna Trava községben.

## Népesség
- 1948-ban 1 296 lakosa volt.
- 1953-ban 1 164 lakosa volt.
- 1961-ben 952 lakosa volt.
- 1971-ben 624 lakosa volt.
- 1981-ben 399 lakosa volt.
- 1991-ben 178 lakosa volt
- 2002-ben 122 lakosa volt,[1] akik közül 117 szerb (95,9%), 2 orosz és 3 ismeretlen.[2]